# هاني بن بريك
هاني بن بريك هوَ نائب رئيس المجلس الانتقالي الجنوبي وأحد الشخصيّات المهمّة في مجموعة الحزام الأمني.

## الحياة المُبكّرة والتعليم
درسَ هاني في مركز دماج بمحافظة صعدة التابع للشيخ السلفي مقبل الوادعي قبل أن يلتحقَ بمدرسة مرتبطة بالسَّلفي الآخر ربيع المدخلي الذي يُعدّ أحد شيوخ السلفية بالسعودية.

## المسيرة العسكريّة

### البداية
نقلت قناة الجزيرة عن مصادر من جنوب اليمن قولهم إن هاني بن بريك قد ارتبطَ بالمخابرات السعودية حيثُ كان ضمن أحد أعضاء «لجان المناصحة» وهي اللجان التي شكّلها الأمير محمد بن نايف بن عبد العزيز آل سعود في محاولةٍ منه لإقناع «المتطرفين» بالتراجع عن أفكارهم. كان هاني يحضرُ مع تلك اللجان في منطقة شرورة الحدودية مع اليمن حيثُ عقدَ اجتماعات ولقاءات مع جهاديين يتبعون تنظيم القاعدة.

### الحرب الأهلية اليمنيّة
برزَ اسمُ هاني بن بريك معَ اندلاع الحرب الأهلية في اليمن عام 2015؛ حيثُ نجحَ كأحد القياديين في تحرير مدينة عدن من قبضة الحوثيين فأصدرَ الرئيس عبد ربه منصور هادي قرار جمهوري في التاسع من كانون الثاني/يناير 2016 يقضي بتعيين بن بريك وزيرا للدولة وعضوًا بمجلس الوزراء. لم يستمرّ هاني في منصبهِ طويلًا حيثُ أقدمَ الرئيس اليمني على إقالتهِ في 28 نيسان/أبريل 2017 وإحالته للتحقيق ومعه محافظ عدن حينها عيدروس الزبيدي.
عقبَ إقالته؛ وبالتحديد في الحادي عشر من أيّار/مايو عام 2017 شكّل هو والزبيدي ما عُرف بالمجلس الانتقالي الجنوبي الذي ترأسهُ الأخير بينما عيّن الأول في منصب نائب رئيس المجلس. في غضون ذلك؛ أصبحَ نشاط هاني كبيرًا كما ارتبطَ اسمهُ بدولة الإمارات العربية المتحدة التي قدّمت له المساعدة لتشكيلِ عددٍ من مجموعات مسلحة بما في ذلك النخبة الشبوانية والنخبة الحضرمية وكذا الحزام الأمني الذي كان يُشرف عليهِ رسميًا.
خالفَ بن بريك قرارات «الحكومة الشرعيّة» بل هدّد باستخدام القوة لمواجهة قرارات هادي ثمّ أعلنَ الحرب على حزب التجمع اليمني للإصلاح متهمًا إيّاه بالوقوفِ وراء كلّ «الهجمات الإرهابية» في المدينة. بحلول آب/أغسطس من عام 2019؛ أعلنَ الانتقالي الجنوبي سيطرتهُ الكاملة على مدينة عدن وذلك بعد دخوله في اشتباكات ومعارك كرّ وفرٍّ مع القوات التابعة للحكومة اليمنية المُعترف بها دوليًا.

## انتقادات

### التبعية لأبو ظبي
تعرّض هاني بن بريك لانتقادات كثيرة نظرًا لما وُصف بتبعيّته لأبو ظبي وبالضبطِ لوليّ عهد الإمارات محمد بن زايد؛ ففي آذار/مارس 2019 وعقبَ اندلاع احتجاجات مناهضة للوجود الإماراتي في مدينة عدن خرجَ بن بريك ليتهم المحتجين بأنّهم عناصر من حزب الإصلاح كما هدّدهم بالاعتقال في حالة مواصلة التظاهرات؛ ثم اتهمَ هاني بن بريك المحتجين الذين رفعوا شعارات ضد سياسة الإمارات بأنهم منفذون لمخططات دول إقليمية ويخدمون مباشرةً الحوثيين.

### الاغتيالات
منذ تأسيس المجلس الانتقالي الجنوبي؛ شهدت مدينة عدن عددًا من حوادث الاغتيالات والتفجيرات التي تسبّبت في مقتلِ العشرات إلى مئات الأشخاص بما في ذلك ضباط في الجيش اليمني وقيادات محليّة بالإضافةِ إلى خطباء وأئمة المساجد والدعاة. مع بداية عام 2019؛ انتشرت وثائق من محاضر تحقيقات النيابة العامة أكّدت تورط ثلاثة متهمين في حادثة اغتيال الشيخ سمحان عبد العزيز الراوي؛ وكان من بينِ الأسماء القيادي السلفي هاني بن بريك، كما أشارت المحاضر إلى أن هذا الأخير يقفُ وراء تصفية ثلاثين داعية في عدن دون الكشفِ عن التفاصيل الكاملة.